# Onestes
Onestes o Onestos (en llatí Onestes o Onestus, en grec  Ονέστης, Ονεστος va ser un poeta grec.
Alguns epigrames d'aquest poeta es troben a l'Antologia grega. Probablement van existir dos poetes amb el mateix nom però no hi ha prou informació per determinar-ho ni per establir fets de les seves vides o època. Els epigrames parlen del vi, de la música i de l'amor.